# Franco Modigliani
Franco Modigliani, född 18 juni 1918 i Rom, död 25 september 2003 i Cambridge, Massachusetts, var en italiensk-amerikansk nationalekonom som belönades med Sveriges Riksbanks pris i ekonomisk vetenskap till Alfred Nobels minne 1985.

## Biografi
Modigliani kom från en judisk familj i Rom där hans far Enrico Modigliani (död 1932) var barnläkare. Han studerade inledningsvis juridik vid Roms universitet, men började redan i Rom intressera sig för nationalekonomi. 1938 införde fascistregimen i Italien raslagar, och Modigliani tog sig då till Paris där han började vid Sorbonneuniversitetet. Han var dock missnöjd med undervisningen och studerade mest på egen hand och skrev på sin avhandling. I juni 1939 återvände han tillfälligt till Rom med sin avhandling och fick sin Doctor Juris-examen. Han ansökte därefter om immigrationsvisum till USA och anlände till New York i augusti 1939, några dagar före andra världskrigets utbrott.
I USA studerade Modigliani nationalekonomi vid New School for Social Research där han tog en doktorsexamen 1944. Efter att ha varit verksam vid olika universitet började han arbeta vid Massachusetts Institute of Technology (MIT) 1962, där han blev kvar till sin pensionering 1988.
Modigliani blev amerikansk medborgare 1946. Hans självbiografi, Adventures of an Economist, publicerades 2001.

## Insatser inom nationalekonomi
Modigliani genomförde pionjärinsatser inom flera områden av ekonomisk teori som också hade praktiska tillämpningar. Ett av dessa områden var hans analys av individuellt sparande, kallat livscykelhypotesen som han formulerade i slutet av 1950-talet. Hypotesen anger att individer bygger upp sparande under sitt arbetsliv i syfte att själv konsumera sparandet under äldre år snarare än för att överföra sparkapitalet till sina barn. Denna teori hjälpte till att förklara varierande sparkvoter i länder med relativt sett yngre eller äldre befolkning och visade sig användbar för att förutse den framtida effekten av olika pensionssystem.
Modigliani studerade också finansmarknader tillsammans med Merton Miller (ekonomipristagare 1990), bland annat hur ett företags marknadsvärde påverkas av företagets finansieringsstruktur och dess framtida vinstpotential. Modigliani-Miller-teoremet anger att marknadsvärdet huvudsakligen bestäms av investerares förväntningar om framtida vinster, medan företagets skuldsättning (kvoten skulder mot tillgångar) spelar mindre roll. Detta teorem fick allmän acceptans på 1970-talet och blev ett grundläggande inslag i företagsfinansiering.
För sina insatser inom nationalekonomin belönades Modigliani med Sveriges Riksbanks pris i ekonomisk vetenskap till Alfred Nobels minne 1985 med motiveringen "för hans grundläggande analyser av sparande och finansiella marknader".